# Erich Fischer (Wasserballspieler)
Erich Robert Fischer (* 12. März 1966 in Dinuba, Kalifornien) ist ein ehemaliger Wasserballspieler aus den Vereinigten Staaten. Er war 1991 Zweiter bei den Panamerikanischen Spielen und 1992 Olympiavierter.

## Sportliche Karriere
Der 1,90 m große Erich Fischer studierte an der Stanford University. Er spielte im Stanford Cardinal-Wasserballteam und warf während seiner Collegejahre 197 Tore in offiziellen Spielen. 1985 und 1986 war er mit dem Team von Stanford College-Meister der Vereinigten Staaten.
Anfang 1991 fanden in Perth die Weltmeisterschaften 1991 statt. Das US-Team erreichte das Halbfinale und verlor dann gegen Jugoslawien und im Spiel um den dritten Platz gegen Ungarn. Im August 1991 erreichte das Team aus den Vereinigten Staaten bei den Panamerikanischen Spielen in Havanna das Finale, unterlag dann aber den Kubanern.
Im Jahr darauf bei den Olympischen Spielen 1992 in Barcelona erreichte das US-Team das Halbfinale und unterlag dann gegen Spanien. Im Spiel um die Bronzemedaille verloren die Amerikaner gegen das Team aus der GUS. Fischer erzielte im Turnierverlauf sieben Tore, eines davon im Halbfinale.
Erich Fischer ist der Vater der Olympiasiegerinnen Makenzie Fischer und Aria Fischer.